# Johann Loserth
Johann Loserth (1. září 1846, Fulnek – 30. srpna 1936, Štýrský Hradec) byl rakouský historik, který se zabýval hlavně staršími českými dějinami, počátky reformace v Rakousku a dílem Johna Wyklifa.

## Život
Po maturitě v Opavě se roku 1866 zapsal ke studiu historie ve Vídni, kde roku 1874 promoval. V letech 1871-1875 učil na gymnáziu ve Vídni, 1875-1893 byl profesorem v Černovicích v Haliči a od roku 1893 profesorem ve Štyrském Hradci. Zabýval se staršími českými dějinami a jejich prameny (Zbraslavská kronika, Kosmova kronika, Beneš Krabice z Veitmile aj.), včetně dějin husitství. Roku 1884 vydal knihu "Hus a Wyklif", kde dokazoval Husovu závislost na myšlenkách Wyklifových. Stal se pak vydavatelem Wyklifova díla v Anglii a věnoval se i dějinám reformace a protireformace v Rakousku v 16. století, včetně novokřtěnců. Od roku 1908 byl členem Královské české společnosti nauk a od roku 1933 Rakouské akademie věd. 

## Dílo
- Kremsmünsterer Geschichtsquellen (Vídeň, 1872);
- Díe Königsaaler Geschichtsquellen (Vídeň, 1874);
- Kritische Untersuchung über die Entstehung des Chronicon Aulae regiae (1874);
- Studien zu böhmischen Geschichtsquellen (1875);
- Die Chronik des Benesch Krabice von Weitmühl (1875);
- Die Königsaaler Geschichtsquellen mít den Zusätzen und der Fortsetzung des Domherrn Franz von Prag (1875);
- Die Krönungsordnung der Könige v. Böhmen (1876);
- Beiträge zur Geschichte d. hussitischen Bewegung (Vídeň, 1878-94, seš. 1.-5.);
- Studien zu Cosmas von Prag (1880);
- Die Denkschrift des Breslauer Domherrn Nicolaus Tempelfeld von Brieg über die Wahl Georgs von Poděbrad (1880);
- Die geistlichen Schriften Peters von Zittau (1881);
- Das angebliche Senioratsgesetz des Herzogs Břetislav I. und die böhmische Succession in der Zeit des nationalen Herzogthums (1882);
- Der Sturz des Hauses Slavník (1883);
- Wyclifs De Ecclesia (1886);
- Wyclifs Sermones (1887-89, 4 sv.);
- Waldshut und die vorderösterreichische Regierung 1523 bis 1526 (1891);
- Wyclifs De Eucharistia tractatus maior (1892);
- Balthasar, Hubmaier und die Anfange d. Wiedertaufe in Mähren (1893);
- Der Anabaptismus in Tirol (Vídeň, 1892-93; 2 díly);
- Wyclifs Opus Evangelicum (1894),
- Der Communismus der mährischen Wiedertäufer (1894);
- Wyclifs De Antichristo (1895);
- Die steirische Religionspacification (Hradec, 1896);
- Die Registratur des Maximilian II. (Vídeň, 1896);
- Der St. Pauler Codex (1896);
- Studien zur englischen Kirchenpolitik im XIV. Jahrh. (Vídeň, 1897);
- Die Reformation u. Gegenreformation in den innerösterr Ländern im XVI Jahrh. (1898),
- Der Huldigungsstreit nach dem Tode Erzherzog Karls II. im Jahre 1590 (1898);
- Acten und Correspondenzen zur Geschichte der Gegenreformation in Innerösterreich (1898).